# Mount Blackburn (Antarktika)
Mount Blackburn ist ein massiger, 3275 m hoher Berg mit abgeflachtem Gipfel im westantarktischen Marie-Byrd-Land. Er erhebt sich östlich des Scott-Gletschers, wo er das südwestliche Ende des California-Plateaus und des Watson Escarpment überragt. 
Entdeckt wurde er im Dezember 1934 von der geologischen Mannschaft der zweiten Antarktisexpedition (1933–1935) des US-amerikanischen Polarforschers Richard Evelyn Byrd, der ihn nach Quin Blackburn (1900–1981) benannte, dem Leiter besagter Mannschaft.